# Сражение на Уэрге
Сражение на Уэрге (фр. Bataille de l'Ouergha) — бои, происходившие в период с 13 апреля по 20 июля 1925 года во время Рифской войны между конфедерацией рифских племен, возглавляемой Абд эль-Кримом, и французскими колониальными войсками в протекторате Марокко под командованием маршала Юбера Лиоте.
Летом 1924 года французские войска внезапно оккупировали плодородную долину реки Уэрга, житницу Рифа, его единственный источник снабжения продовольствием. Здесь маршалом Лиоте была выстроена линия обороны, состоявшая из 66 небольших постов, удерживаемых алжирскими или сенегальскими стрелками. Французская армия в протекторате Марокко первоначально насчитывала 20 000 солдат с полной экипировкой и современным вооружением, но границу защищали всего около двадцати батальонов, распределенных на постах. У французов было только четыре мобильных батальона для действий в экстренных случаях.
В ответ на  захват долины Уэрги рифская армия начала в апреле 1925 года военные действия. 13 апреля около 8000 человек под командованием Абд эль-Крима атаковали линию обороны на Уэрге и перерезали сообщение между марокканским протекторатом и Алжиром. Войска Абд эль-Крима оказались тактически превосходящими французов, используя особенности среднегорной местности для ведения очень эффективной партизанской войны.
Стянув подкрепления, французы пробуют взять инициативу в свои руки и в свою очередь переходят в наступление. Наступление было организовано одновременно по трем направлениям, тремя отдельно действующими колоннами. На центральном, фесском, участке действовала колонна полковника Фрейденберга, вдоль дороги Фес — Таунат; вправо от нее, на тазском направлении, — группа полковника Камбэ и влево, вдоль другой дороги из Феса на северо-запад к Фес — Эль-Бали, — группа генерала Коломбо. Решающая роль была возложена на левофланговую колонну, целью операций которой была поставлена задача по овладению горным массивом Бибаном, являвшимся ключом позиций риффанцев во всем районе Уэрги. Остальные две колонны должны были играть второстепенную роль, оттягивая на себя силы противника и преследуя цели местного значения (освобождение от блокады постов, снабжение их и пр.) Операция началась в первой половине мая и первоначально дала французам некоторые тактические успехи. Большинство постов было деблокировано и подкреплено. В частности, колонна генерала Коломба после ожесточенных боев овладела 13 мая городом Бибаном.
Но основная задача, преследовавшаяся наступлением, — нанести решительное поражение риффанцам и восстановить положение в приграничной полосе, — достигнута не была. Энергия риффанцев отнюдь не была парализована, племена покорности не изъявили, и осада большинства постов возобновилась сейчас же после отхода в тыл маневренных групп. Больше того, в конце того же мая риффанцы вновь переходят в бешеное наступление.
Присоединение двух могущественных племен тсуль и бранес, населяющих территорию между двумя крупнейшими городами французской зоны Марокко — Фесом и Тазой, дало рифской армии возможность в июне подойти непосредственно к Тазе. Линия обороны, выстроенная маршалом Лиоте, была сломлена, и  французы были вынуждены эвакуировать европейское гражданское население из Тазы в Фес, чтобы избежать резни. Отдельные отряды рифов приблизились на 20–30 км к самому Фесу. Французские подвижные колонны при поддержке 120 самолетов (18 эскадрилий) добились некоторых тактических успехов, но не помешали марокканцам уничтожить различные посты. Каждая операция по зачистке проводилась ценой больших потерь французов, пока арабы проникали возле не укрепленных постов.
За два с половиной месяца было ликвидировано 48 французских постов из 66 в регионе. Марокканцы захватили 51 орудие, 35 минометов, 5000 винтовок, более 200 пулеметов, 7 000 000 патронов, 60 000 ручных гранат, 10 000 минометных гранат, 16 000 пушечных снарядов и уничтожили всю технику на аэродроме Айн-Медуина.
К 20 июля французские потери составили около 2000 человек убитыми или пропавшими без вести и около 3710 ранеными, или 20% от общей численности французских сил, дислоцированных в регионе. В конце лета французы признали провал своей тактики и отступили к югу от Уэрги. Однако они избежали уничтожения своих крупных отрядов.
Столкнувшись с провалом своей стратегии, генерал Лиоте был вынужден оставить командование операциями генералу Петену. Неудачи в борьбе против Республики Риф побудили французское правительство прибегнуть к помощи Испании, несмотря на глубокие противоречия между французами и испанцами. В июне 1925 года на конференции в Мадриде обе стороны обязались вести скоординированные военные действия и проводить совместную блокаду Рифа.